# George Gaylord Simpson
George Gaylord Simpson (Chicago, 16 de junho de 1902 — Tucson, 6 de outubro de 1984) foi um paleontólogo e biólogo teórico estadunidense.

## Biografia
George Gaylord Simpson nasceu em Chicago, no dia 16 de Junho de 1902. Ele foi o último filho de Helen J. Kinney e Joseph Simpson, tendo sido precedido por suas irmãs, Margaret (1895-1991) e Martha (1898-1984). Seu pai era um advogado que cuidou das reivindicações da estrada de ferro, mas ele logo se envolveu com a especulação de terra e mineração no ocidente, o que resultou no retorno da família a Denver, enquanto Simpson ainda era uma criança. A ascendência da família escocesa e missionária levou a uma educação religiosa rigorosa, porém Simpson abandonou sua formação religiosa na adolescência.
Frequentou a escola secundária em Denver, Colorado (EUA), período que foi prejudicado em seus estudos por uma doença ocular e uma apendicite. Ele conseguiu concluir o ensino secundário aos 16 anos.
No outono de 1918, iniciou sua vida acadêmica na Universidade do Colorado estudando geologia. Foi nesta classe de geologia que Simpson aprendeu a importância de confiar em suas próprias observações, mesmo aquelas contrárias à verdade percebida.
No último ano da sua graduação, Simpson transferiu-se para Yale, porque ele foi avisado de que, se ele queria ser um geólogo e paleontólogo, Yale era o melhor lugar para estudar. Outros fatores podem ter desempenhado um papel na sua decisão: ele havia perdido sua namorada para seu melhor amigo e a sua posição na revista literária, que ele ajudou a fundar, estava na disputa. Requisitos para a graduação de Yale foram mais rigorosos que os do Colorado, de modo que Simpson precisou fazer vários cursos de educação geral, entre eles uma língua estrangeira. Como resultado, Simpson passou o verão de 1923 na França, rapidamente aprendeu francês para que ele pudesse passar por um teste quando ele retornasse para Yale.
Simpson casou com Lydia Pedroja, que ele conheceu na Universidade do Colorado. A época não permitiu que os seus estudantes casassem, assim Simpson e Lydia se casaram secretamente. Seus pais aparentemente não sabiam do casamento de imediato. Essa traição a seus pais, parece ter assolado Simpson por toda a vida e pode explicar sua atitude excessivamente diferente com eles durante sua meia-idade.
O casamento, portanto, teve um início conturbado. Simpson continuou em Yale como um estudante de graduação em paleontologia, mas a instabilidade mental de Lydia logo se tornou aparente e agravou ainda mais as circunstâncias, normalmente difíceis, de estudante de pós-graduação. Apesar de seus problemas, Simpson e Lydia eram suficientemente agradáveis para produzir quatro filhas em seus primeiros seis anos de casamento: Helen, Patricia Gaylord, Joan e Elizabeth.
No porão da Peabody do museu de Yale, Simpson descobriu uma grande coleção de armazenamento de mamíferos primitivos do Mesozoico, de rochas do oeste americano. Apesar da falta inicial de incentivo de seu orientador de doutorado, o distinto paleontólogo Richard Swann Lull (1867-1957), Simpson decidiu estudar esses mamíferos para sua dissertação. Pior, Simpson teve Lull anteriormente irritado, pela sua excelente preparação para palestras sobre paleontologia de vertebrados.
Simpson recebeu seu PhD. em Yale, no ano de 1926, e foi para o Museu Britânico de História Natural de Londres para continuar os seus estudos de mamíferos primitivos, examinando os espécimes britânicos e europeus. Sua esposa Lydia decidiu que Londres foi muito desagradável, então ela levou suas duas filhas e passou o ano no sul da França. No entanto, a separação deu a Simpson liberdade de um bacharel em uma capital estrangeira. Ele foi capaz de atender aos principais cientistas em seu campo, bem como aproveitar seus interesses crescentes em arte, escultura, arquitetura, línguas estrangeiras e costumes.
Em seu retorno aos Estados Unidos, no outono de 1927, Simpson se juntou à equipe científica do Museu Americano de História Natural, como curador assistente de fósseis de vertebrados. Ele aceitou a oferta do museu, depois de rejeitar uma oferta feita pela Universidade de Yale, que o havia prejudicado devido aos comentários maliciosos sobre a saúde mental de sua esposa.
William Diller Mateus ficou impressionado com os estudos sobre mamíferos do Mesozoico desenvolvidos por Simpson, e com a resistência e diligência que o jovem cientista se apresentava como seu assistente de campo, no calor do verão do Texas quando Simpson era um estudante de pós-graduação do primeiro ano em Yale.
Tendo se estabelecido como um paleontologista, Simpson queria continuar seus estudos sobre fósseis de mamíferos, examinando a região sul-americana, principalmente a Patagônia, que tinha rendido uma fauna incomum e importante e que tinham evoluído de forma isolada do resto do mundo durante o tempo que a América do Sul, era uma ilha-continente. Simpson fez amizade com um patrono do museu, que fazia doações financeiras, tão criticamente curtas durante os anos da depressão, para duas expedições à Patagônia, um em 1930-31 e 1933-34. No fim da vida Simpson observou que ele passou muitas horas bebendo com o patrono, persuadindo de que as expedições eram necessárias.
No final dos anos 1930 e no início de 1940, o trabalho de Simpson virou mais teórico, ele mudou um pouco de sua atenção para os problemas mais gerais da evolução, em vez de se concentrar exclusivamente em fósseis de mamíferos. Simpson publicou "Zoologia quantitativa", em coautoria com sua segunda esposa, Anne Roe (1939).
Quando Simpson partiu para a América do Sul em 1930, ele havia separado de Lydia, apesar de não ser legalmente divorciado, até dois anos depois. Lydia tinha um histórico de problemas mentais que tinha começado mesmo antes de casar com Simpson, alguns eram sérios o bastante para requerer hospitalização.
Durante o seu último ano de trabalho de pós-graduação na Universidade de Yale, Simpson teve a chance de conhecer Anne Roe (1904-1991), que estava trabalhando em seu doutorado em psicologia na Universidade de Columbia. Ela tinha ido para a Universidade de Denver, enquanto ele voltou para Yale. Além disso, Anne teve uma breve conversão ao cristianismo fundamentalista, o que tinha deixado Simpson bastante desanimado. Ambos eram agora adultos maduros, plenamente desenvolvidos e com personalidades interessantes. A amizade rapidamente evoluiu para um amor que, obviamente, não poderia ser demonstrado abertamente. Dentro de alguns meses, Simpson partiu para sua pesquisa de pós-doutorado em Londres, mas ele e Anne conseguiram se comunicar através de sua irmã, Martha, sempre confiável e de suporte.
Ao invés de tornar as coisas mais simples, o casamento só criou novas complicações, por parte de Anne, quando ele voltou para Nova York no outono de 1927. Por volta de 1930 quando Simpson partiu para um ano de caça aos fósseis na Patagônia, ele não estava mais morando com Lydia, e Anne estava questionando seu próprio casamento.
Quando Simpson retornou em 1931, ele imediatamente entrou com pedido de separação legal de Lydia, o qual foi obtido em 1932. Para os próximos seis anos, Anne, já separada do marido, e Simpson viveram juntos sempre que os seus respectivos empregos lhes permitia. Por um tempo, o casal e sua irmã Martha, moraram juntos em um apartamento em Nova York. Simpson se mudou para Connecticut, deslocando para o museu em Nova York, para que ele pudesse pedir divórcio de Lydia em razão da crueldade mental, o que não era permitido, até então no Estado de Nova York. Sua filha mais velha, Helen, foi viver com ele, e passou a frequentar como aluna em uma escola privada; Patricia Gaylord estava vivendo com a avó materna, no Kansas, e as duas filhas mais novas, Joan e Elizabeth, estavam sob custódia temporária de sua mãe, enquanto se aguardava o resultado do divórcio e a custódia final.
Em abril de 1938, após uma batalha judicial bastante longa, Simpson foi premiado com um divórcio de Lydia e a custódia das duas filhas mais velhas, pouco tempo depois, ele recebeu a guarda das outras duas meninas também. Um mês depois Simpson e Anne se casaram. Mais tarde naquele ano, eles foram para a Venezuela fazer uma expedição; Anne deixou de lado seu trabalho em psicologia clínica e recolheu vários mamíferos para o museu. No verão seguinte, o casal comprou uma casa em Nova York, e reuniu os familiares distantes, pela primeira vez em anos, exceto para Patricia, que permaneceu no Kansas, onde ela viveu praticamente toda sua vida. Os três anos seguintes foram tranquilos: Anne foi cuidar da família e trabalhar a tempo parcial como editora e pesquisadora, as meninas estavam na escola; e Simpson estava trabalhando no Tempo, no modo e na classificação dos mamíferos, entre muitos outros projetos.
Em 1942, o novo diretor do Museu Americano estava contemplando a reorganização dos vários departamentos, que incluiu combinações entre os paleontólogos com os zoólogos, isto é, colocando os cientistas que trabalham com grupos especifico de fósseis juntos. Por vários motivos - alguns pessoais e outros disciplinares - Simpson resistiu a este plano e tornou-se um pouco deprimido sobre suas perspectivas futuras. Antes que ele fosse forçado a tomar uma decisão, teve que se alistar nas forças armadas, e em dezembro de 1942 se juntou a inteligência militar, como capitão no Exército dos EUA. Na primavera do ano seguinte, estava no norte da África, com parte do Comando das Forças Aliadas liderado pelo general Dwight Eisenhower. Ele residiu na Sicília e na Itália, durante as invasões no verão de 1943, e retornou mais tarde para o norte da África, onde permaneceu até o outono de 1944, quando foi enviado para casa com um caso grave de hepatite. Até então, ele ocupou o posto de major e foi premiado com duas estrelas de bronze.
Quando Simpson voltou para o museu, o plano de reorganização anterior tinha sido desfeito e um plano diferente foi imposto, que incluiu um departamento de geologia e paleontologia, no qual Simpson foi agora nomeado presidente. Simpson também aceitou a nomeação de professor de paleontologia de vertebrados da Universidade de Columbia. Em 1949, publicou um relato popular da moderna teoria da evolução a partir do ponto de vista da evidência fóssil, "O Significado da Evolução", que foi posteriormente traduzido para 10 línguas e vendeu cerca de meio milhão de cópias.
Em 1953, Simpson publicou um pequeno volume de evolução e geografia, que culminou com uma série de escritos publicados ao longo de mais de uma década, os quais abordam os princípios para explicar as distribuições anteriores de animais terrestres, especialmente mamíferos da Era Cenozoica. Fortemente contrária às ideias de Alfred Wegener, o cientista alemão que argumentava que os continentes estavam à deriva, resultando fósseis de animais terrestres muito longe de sua distribuição original, Simpson fez um caso convincente para os mecanismos naturais de dispersão de organismos ao longo do período geológico e intervalos de tempo para realizar os mesmos resultados em continentes que não se moverão. Tão grande era a autoridade de Simpson e seu raciocínio tão persuasivo, que a teoria da deriva continental caiu ainda mais na sua credibilidade com geólogos norte-americanos. Errado pelas razões certas, Simpson foi convertido para a nova teoria da tectônica de placas quando a evidência geofísica dos oceanos, desde a prova convincente da expansão dos fundos oceânicos que levaram os continentes - e suas floras e faunas residentes - com eles. Simpson, como a maioria dos outros cientistas, foi obrigado a reconhecer que, o que foi aprendido no início da carreira profissional foi muitas vezes errado, obsoleto ou irrelevante.
Pouco antes da guerra, ele ajudou a fundar a nova Sociedade de Paleontologia de Vertebrados e tornou-se o primeiro presidente eleito. Após a guerra, ele ajudou a organizar a Sociedade para Estudo da Evolução, que reuniu um conjunto de cientistas, incluindo os paleontólogos, trabalhando dentro do novo paradigma da moderna teoria da evolução. Mais tarde, quando a sociedade queria publicar seu próprio jornal, "Evolução", Simpson conseguiu arranjar um financiamento inicial da Sociedade Filosófica Americana.
No verão de 1956, Simpson realizou mais uma expedição na América do Sul, desta vez para as cabeceiras superiores do rio Amazonas, no Brasil, para coletar fósseis e preencher as lacunas entre a Argentina e a Colômbia. A área estava tão coberta de vegetação que as melhores perspectivas de desenvolvimento eram afloramentos expostos ao longo das margens do rio.
Simpson liderou um pequeno grupo de cientistas da América do Norte e do Sul, por vários trabalhadores brasileiros. No final de agosto, enquanto um local de acampamento como estava sendo preparada, uma árvore recém-cortada caiu sobre Simpson, causando ferimentos múltiplos, o mais grave dos quais foi na perna direita. Depois de uma viagem dolorosa e perigosa de volta para baixo do rio e uma série de transferências de barcos para aviões, que chegou uma semana mais tarde em Nova York. Ele passou os próximos dois anos dentro e fora dos hospitais, passando por 12 operações separadas - uma das quais era necessário remover uma esponja cirúrgica havia sido deixado para trás a partir da operação anterior. Simpson resistiu todos os conselhos para ter a perna amputada e finalmente, recuperado o movimento da perna.
Durante este tempo difícil a sua segunda filha morreu. Patricia tinha nascido com uma doença cardíaca e foi protegida da maioria dos problemas conjugais dos seus pais, vivendo com a avó materna, no Kansas. Recém-casada e trabalhando como bibliotecária, ela morreu aos 31 anos de um abcesso cerebral.
Em 1958, Simpson deixou a presidência do Departamento de Geologia e Paleontologia do Museu Americano, sob pressão do diretor do museu. Pouco tempo depois Simpson demitiu-se do Museu Americano completamente, e foi nomeado para um cargo de professor no Museu de Zoologia Comparada da Universidade Harvard. Houve algum ressentimento entre os colegas de Simpson por sua ausência periódica do museu durante a convalescença de dois anos e da delegação de suas tarefas administrativas para outros.
O centenário de Darwin "A Origem das Espécies" foi celebrado em 1959, um ano que não só sinalizou um novo começo para Simpson em Harvard, mas também lhe transformou mais uma vez no centro das atenções como um grande evolucionista. Conferências, simpósios e eventos especiais marcaram o centenário, e Simpson foi muitas vezes apresentar-se como colaborador - como em Chicago, onde ele deu uma palestra de abertura do público na reunião anual da Associação Americana para o Avanço da Ciência, intitulado "O Mundo em que Darwin levou-nos”. Darwin sempre teve especial interesse para Simpson.
Assim Simpson tomou regularmente a oportunidade ao longo de sua carreira para falar e escrever sobre Darwin para o público não científico ou não especialista. Por isso, ele estava em sua glória durante o renascimento de Darwin em 1950.
Simpson e sua esposa Anne, estabeleceram-se em Harvard. Ela acabou por ser concedida uma cátedra na Faculdade de Educação, e era assim, o primeiro casal a receber compromissos de professores em Harvard. Eles passaram invernos principalmente em Cambridge, os verões em sua casa simples, no Novo México, e conseguiram uma série de viagens ao exterior, incluindo Inglaterra, França e Espanha, bem como África e Austrália. Essas viagens foram oportunidades para renovar amizades científicas e receber mais honras e prêmios, como estavam a examinar coleções de fósseis em museus e universidades. Os Simpsons tiveram conversas com o duque de Edimburgo, a neta de Darwin, as Huxleys, e os Leakey, entre outros. Simpson e Anne sofreram ataques cardíacos e foram hospitalizados. Na verdade, algumas de suas viagens foram em parte para sua recuperação.
Em 1967, os Simpsons decidiram se mudar para Tucson, onde já haviam comprado uma casa, em preparação para a aposentadoria. Em 1970, todos os laços formais com Harvard foram cortados. Simpson continuou a publicar livros - sobre os mamíferos da América do Sul, pinguins, fósseis e da história de vida, coleções de ensaios, e sua autobiografia -, bem como as habituais monografias e artigos sobre mamíferos do Cenozoico, e resenhas de livros. Ele trabalhou em um pequeno prédio construído ao lado de sua casa, cercado por seus arquivos de pesquisa e biblioteca pessoal extensa, paredes e superfícies espalhadas com graus honoríficos, fotografias do passado, e réplicas das medalhas.
No verão de 1984 Simpson contraiu pneumonia durante um cruzeiro no Pacífico sul. Depois de voltar para casa o seu estado de saúde piorou e ele esteve dentro e fora do hospital várias vezes ao longo dos próximos meses. Ele faleceu na noite de sábado, 6 de outubro de 1984, com 82 anos.

## Prêmios
- Medalha Mery Clark Thompson (1943)
- Medalha Daniel Giraud Elliot (1944)
- Medalha Darwin – Wallace (1958)
- Medalha Darwin (1962)
- Medalha nacional de ciência (1955)

## Outras Obras
- The Fort Union of the Crazy Mountain Field, Montana, and its mammalian faunas 1937
- Quantitative Zoology 1939 2003 ISBN 0486432750
- Mammals and the Nature of Continents 1943
- Principles of Classification and a Classification of Mammals 1945
- Horses: The Story of the Horse Family in the Modern World and Through Sixty Million Years of History 1951 ISBN 0-19-500104-4 (dt.: Pferde, 1977 ISBN 3-489-76832-9)
- Life of the Past: An Itroduction to Paleontology (1953) ISBN 0-300-00951-8 (dt.: Leben der Vorzeit, 1972 ISBN 3-432-01742-1)
- Biology and Man 1969 ISBN 0151123624
- Why and How: Some Problems and Methods in Historical Biology 1981 ISBN 0-08-025785-2
- Book of Darwin 1983 ISBN 0-671-43126-9
- The Dechronization of Sam Magruder,  Science Fiction Roman ISBN 0-312-15514-X
- Fossils and the History of Life 1984 ISBN 0-7167-1564-3
- Discoveries of the Lost World 1988 ISBN 999769306X
- George Gaylord Simpson: Paleontologist and Evolutionist por Léo F. Laporte ISBN 0-231-12065-6